# Atlas (obratel)
Atlas (C1), případně též nosič, je první obratel páteře. Na rozdíl od všech ostatních krčních obratlů nemá tělo; jeho místo je nahrazeno kostěným obloukem (arcus anterior), který má ve středu dopředu vyčnívající hrbolek (tuberculum anterius) a na zadní ploše ve střední čáře plochou kloubní jamku (fovea dentis), místo skloubení se zubem čepovce. Zadní oblouk (arcus posterior) se spojuje s předním a vytvářejí tak typický kruhovitý tvar tohoto obratle. Na horní ploše zadního oblouku se nachází mělký žlábek (sulcus arteriae vertebralis), kudy probíhá stejnojmenná tepna. V místě spojení oblouků se nacházejí masivní boční kostěné struktury (massai latérales). Z nich vyčnívají příčné výběžky (processus transversi) s otvorem (foramen processus transversi).
Obratel je pojmenován po řeckém mytickém obru Atlasovi, který na své šíji podle pověsti drží nebeskou klenbu nebo i celou zeměkouli.
Fraktura tohoto obratle se označuje jako Jeffersonova fraktura.

## Osifikace
Nosič má 2 párová jádra pro zadní oblouk a massae laterales; nepárové jádro předního oblouku se objeví až v prvním roku života (původem totiž nepatří k obratli C1).